# Ostrov sokrovisjj (film fra 1988)
|  | For andre udgaver af Skatteøen, se Skatteøen (flertydig) |
Ostrov sokrovisjj (russisk: Остров сокровищ, da.: Skatteøen) er en sovjetisk tv-animationsfilm fra 1988 instrueret af David Tsjerkasskij. Filmen er baseret på Robert Louis Stevensons roman Skatteøen fra 1883. Filmen blev produceret af Kievnauchfilm på bestilling af USSR's statslige tv-selskab. Filmen er overvejende en traditionel animation, men med nogle "rigtige" fimoptagelser klippet ind.
Filmen blev oprindelig sendt i to dele, den første del, Kaptajn Flints kort, blev sendt i 1986; den anden del, Kaptajn Flints skat, blev sendt i 1988. Derefter blev de altid vist sammen. Filmen priser ved filmfestivaler i Minsk (1987), Kijev (1989) og i Tjekkoslovakiet.
En redigeret amerikansk udgave kaldet The Return to Treasure Island blev udgivet direkte-til-video i 1992. Live action-sekvenserne blev fjernet, og udgaven er 34 minutter kortere end den sovjetiske version.

## Medvirkende
- Valery Bessarab som Jim Hawkins
- Armen Dzhigarkhanyan som Long John Silver
- Viktor Andrijenko som Smollett og Billy Bones
- Jevgenij Papernyj som Dr. Livesey and "dossier" storyteller
- Boris Voznjuk som Squire Trelawney